# 西城故事 (1961年電影)
《夢斷城西》於1959年開拍，1961年正式上映。原來1957年音樂劇的創作班底仍然參與電影的拍攝工作，但為了適應音樂劇與電影之間的差異，整部劇在劇情和表現手法上做了不少更改。

## 劇情與音樂劇版相異之處
電影版改以一系列的曼哈頓空照圖作為開場，並做了以下調整：
（一）原來描述鯊魚幫的女孩們之間的鬥嘴歌曲《美國》（America）被改成鯊魚幫眾和這些女孩們之間的爭吵，這也使得原本諷刺美國種族歧視的歌曲又帶有男女間的微妙關係；
（二）在音樂劇裡，《冷靜》（Cool）一曲描述噴射機幫眾械鬥前為消磨情緒的對話，《去你的!克拉基警官》（Gee, Officer Krupke）則是械鬥後該幫幫眾紓解壓力的行動劇。但在電影裡，兩者的出現時間卻相互對調；
（三）《某處》（Somewhere）是音樂劇中最長、重複最多次的歌曲，並配有華麗的佈景和舞蹈，這其中揭示了男女主角的夢想，也暗示著兩人的命運。但在電影裡，該曲被縮減為兩人相互安慰的短暫曲目，並僅僅在結尾時重複一次；
（四）《我好漂亮》（I Feel Pretty）由械鬥後改到械鬥前，遺留的出場順序由女主角簡短的舞蹈取代之。

## 演員
《夢斷城西》電影版由當時才21歲的玉女紅星，曾主演《无因的反叛》（Rebel Without a Cause）、《搜索者》（The Searchers）等片的妮妲梨·活（Natalie Wood）擔任女主角瑪莉亞；以演出《安妮日記》（The Diary of Anne Frank）成名的英俊小生理查德·贝梅尔飾演男主角東尼。而鯊魚幫首領伯納多由希臘裔百老匯演員乔治·查金思擔任，他的女友安妮塔則由曾經演出電影《國王與我》（The King and I）的波多黎各裔百老匯演員麗塔·莫瑞諾（Rita Moreno）擔任；而羅斯·坦布林（Russ Tamblyn）飾演噴射機幫首領瑞夫。
另外，因為兩位主角的歌喉不夠亮麗，製作群找了著名演員兼幕後配音瑪妮·尼克森（Marni Nixon）和吉米·布萊恩（Jimmy Bryant）替娜妲麗·華和理查·貝瑪代唱。

## 場景
電影裡一改傳統待在攝影棚裡的拍攝方式，大量到曼哈頓街道、運動場等地實地拍攝。另外，電影中運用了許多特效強化劇情效果：如東尼和瑪莉一見鍾情的場景，便以模糊整個畫面，僅保留男女主角的方式表達兩人“眼中只有你”的心境。而電影中場景佈置的方式也充滿舞台設計的巧思，巧妙鋪陳劇情的發展：比如東尼與瑪莉亞在服飾店披戴婚紗，假裝舉行婚禮時，服飾店的閣樓剛好形成教堂內部的頂部；而兩人初次約會並合唱《今夜》（Tonight）的鐵欄杆陽台，又狀似《羅密歐與朱麗葉》中男女主角陽台約會的景緻。
由於電影巧妙運用拍攝技巧與場景轉換，加上原作的音樂元素依舊亮眼，《西城故事》不但票房亮麗，也成功拿下各種電影獎項，其中包含1962年奧斯卡金像獎10座獎項的殊榮，此紀錄在奧斯卡史上位居第二，僅次於（Ben-Hur）《鐵達尼號》（Titanic）和（The Lord of the Rings: The Return of the King）。

## 榮譽
◎1962年奧斯卡金像獎
獲獎項目 (10項)
- 最佳影片獎
- 最佳導演獎：傑洛姆·羅賓斯和勞勃·懷斯
- 最佳男配角獎：乔治·查金思
- 最佳女配角獎：麗塔·莫瑞諾
- 最佳藝術指導獎：Victor A. Gangelin, and Boris Leven
- 最佳攝影獎：Daniel L. Fapp
- 最佳服裝設計獎：Irene Sharaff
- 最佳剪輯獎：Thomas Stanford
- 最佳音響獎：Saul Chaplin, Johnny Green, Irwin Kostal, and Sid Ramin
- 最佳配樂獎：Fred Hynes (Todd-AO SSD), and Gordon Sawyer (Samuel Goldwyn SSD)

提名項目 (1項)
- 最佳改編劇本獎：恩斯特·雷曼

◎1962年金球獎
獲獎項目（3項）
- 最佳喜剧或歌舞片
- 最佳男配角獎：乔治·查金思
- 最佳女配角獎：麗塔·莫瑞諾

◎美國國家電影保存局1997年指定保存

## 相關作品
- 西区故事 (2021年电影)

## 外部連結
- 開眼電影網上《西城故事》的資料（繁體中文）
- 豆瓣电影上《西区故事》的資料 （简体中文）
- 时光网上《西区故事》的資料（简体中文）
- AllMovie上的资料（英文）
- 爛番茄上的資料（英文）
- Box Office Mojo上的資料（英文）
- TCM电影资料库上的资料（英文）
- 互联网电影数据库（IMDb）上的资料（英文）